# São Miguel do Rio Torto e Rossio ao Sul do Tejo
São Miguel do Rio Torto e Rossio ao Sul do Tejo (oficialmente: União das freguesias de São Miguel do Rio Torto e Rossio ao Sul do Tejo) é uma freguesia portuguesa do município de Abrantes, com 58,94 km² de área e 4104 habitantes (censo de 2021). A sua densidade populacional é 69,6 hab./km².

## História
Foi constituída em 2013, no âmbito de uma reforma administrativa nacional, pela agregação das antigas freguesias de São Miguel do Rio Torto e Rossio ao Sul do Tejo com sede em São Miguel do Rio Torto.

## Demografia
A população registada nos censos foi:
| Distribuição da População por Grupos Etários | Distribuição da População por Grupos Etários | Distribuição da População por Grupos Etários | Distribuição da População por Grupos Etários | Distribuição da População por Grupos Etários | Distribuição da População por Grupos Etários |
| -------------------------------------------- | -------------------------------------------- | -------------------------------------------- | -------------------------------------------- | -------------------------------------------- | -------------------------------------------- |
| Antes da agregação                           |                                              |                                              |                                              |                                              |                                              |
| Ano                                          | 0-14 anos                                    | 15-24 anos                                   | 25-64 anos                                   | >= 65 anos                                   | Total                                        |
| 2001                                         | 682                                          | 636                                          | 2880                                         | 1451                                         | 5649                                         |
| 2011                                         | 547                                          | 449                                          | 2444                                         | 1441                                         | 4881                                         |
| Após a agregação                             |                                              |                                              |                                              |                                              |                                              |
| Ano                                          | 0-14 anos                                    | 15-24 anos                                   | 25-64 anos                                   | >= 65 anos                                   | Total                                        |
| 2021                                         | 382                                          | 355                                          | 1921                                         | 1446                                         | 4104                                         |

## Património
- Conjunto de pilares na margem esquerda do rio Tejo
- Casa da Ónia, também denominada Casa Ómnia ou Casa Aónia
- Igreja de São Miguel de Rio Torto